# 麦加拉学派

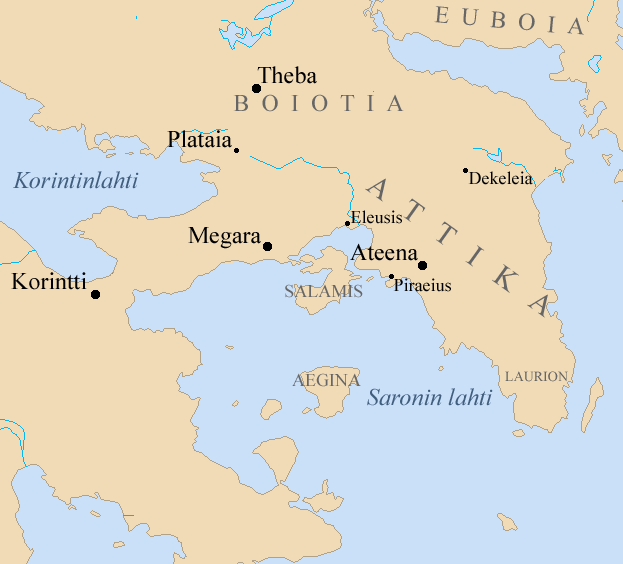
墨伽拉在希腊的位置

墨伽拉学派（英語：Megarian school），活动于公元前4世纪早期的古希腊哲学学派，因由墨伽拉的欧几里得（与几何学家欧几里得不是同一人）所创立而得名。他曾师从苏格拉底，并颇有建树，但其著作今存甚少。一般认为其深受由巴门尼德所代表的爱利亚学派的影响。同时其还保持有伦理与教育的目的，在此精神下，他们坚持善的统一性，但与犬儒学派相比，他们只注重其理论性。墨伽拉学派的学者强调辩论技巧，他们与苏格拉底的问答法相结合。墨伽拉的欧几里得死后（公元前380年），该学派逐渐降低了对实际以及辩证法的关注，一部分学者将注意力转向研究悖论方面，而另外一些人则发展了逻辑学。

## 扩展阅读
- O'Toole, Robert R.; Jennings, Raymond E., , Gabbay, Dov; Woods, John  (编), , North Holland, 2004, ISBN 0-444-50466-4
- Gill, Mary Louise; Pellegrin, Pierre, , Blackwell, 2006
- Goulet-Cazé, Marie-Odile, , Bracht Branham, R.; Goulet-Cazé, Marie-Odile  (编), , University of California Press, 1996
- Kneale, William; Kneale, Martha, , Oxford University Press, 1984